# Rapaletto
Rapaletto är en ö i Finland. Den ligger i Bottenviken och i kommunen Ijo i den ekonomiska regionen  Oulunkaari i landskapet Norra Österbotten, i den norra delen av landet. Ön ligger omkring 32 kilometer norr om Uleåborg och omkring 570 kilometer norr om Helsingfors.
Öns area är 1,4 hektar och dess största längd är 270 meter i öst-västlig riktning. Närmaste större samhälle är Ijo, 8,1 km nordost om Rapaletto.